# Anna Gasser
Pour les articles homonymes, voir Gasser.
Anna Gasser, née le 16 août 1991 à Villach, est une snowboardeuse autrichienne spécialisée dans les épreuves de snowboard freestyle. Pionnière de sa discipline, elle est double championne olympique de big air lors des Jeux olympiques de Pyeongchang 2018 puis de Pékin 2022.

## Carrière
Gymnaste dans sa jeunesse, Anna Gasser change de sport pour le snowboard à 18 ans après avoir fait partie de l'équipe nationale de gymnastique autrichienne.
Anna Gasser débute en Coupe du monde en janvier 2013. Dès sa première année, elle impressionne en devenant la première snowboardeuse à réussir un « cab double cork 900 », un double saut périlleux arrière avec une vrille horizontale, en novembre.
Le 19 janvier 2014, l'Autrichienne monte sur son premier podium à Stoneham. Un mois plus tard, lors des Jeux olympiques de Sotchi, elle se classe dixième du concours de slopestyle. 
En 2015, elle décroche la médaille d'argent en slopestyle aux Mondiaux de Kreischberg. En décembre, elle s'impose lors du Dew Tour grâce à un premier parcours réussi enchaînant de nombreuses figures. 
En 2017, elle remporte la médaille d'or en Big air lors des championnats du monde. Gasser impressionne en réussissant à la perfection un « Backside Double Cork 1080 » qui lui vaut la note maximale de 100 points,. Dominant la saison avec une régularité et une figure réussie constamment à la perfection, le « cab double underflip indy », Gasser remporte à la fin de l’hiver le globe de cristal du big air. Cette année-là, elle remporte également trois médailles lors des X Games d'hiver dont une médaille d'or en slopestyle. Ces performances lui permettent de remporte un ESPY Awards en juillet. 
En 2018, elle remporte à nouveau la médaille d'or en slopestyle lors des X Games d'hiver. Grande favorite de la compétition inaugurale du big air, Anna Gasser devient la première titrée dans la discipline le 22 février 2018 aux Jeux olympiques d'hiver de Pyeongchang avec un total de 185 points, grâce à un exceptionnel dernier saut qui lui rapporte 96 points sur un maximum de cent. En fin de saison, elle marque à nouveau son sport en réussissant à l'entraînement le premier « triple cork 1260 » de l'histoire du snowboard féminin,,.
En janvier 2019, l'Autrichienne se blesse à la cheville droite lors de l'épreuve de Coupe du monde de slopestyle à Laax et est contrainte de déclarer forfait pour les championnats du monde.
Aux Jeux olympiques de Pékin de 2022, Anna Gasser est, à 30 ans, l’aînée de la compétition dont la moyenne d'âge des compétitrices est de 21 ans, la tenante du titre a cinq ans de plus que toute autre concurrente. Depuis son titre de Pyeongchang, une nouvelle génération de snowboardeuses élèvent le niveau de la compétition, si bien que la pionnière autrichienne de la discipline n’a remporté qu'une épreuve en Coupe du monde depuis 2019. Gasser conserve son titre en big air, un succès inattendu, en plaçant un « cab double cork 1260 ».

## Palmarès

### Jeux olympiques
| Édition/Discipline | Slopestyle | Big air |
| ------------------ | ---------- | ------- |
| JO 2014            | 10e        | -       |
| JO 2018            | 15e        | Or      |
| JO 2022            | 6e         | Or      |

### Championnats du monde
- Kreischberg - Mondiaux 2015 :
  -  Médaillé d'argent en slopestyle.
- Sierra Nevada - Mondiaux 2017 :
  -  Médaillé d'or en big air.
- Bakuriani - Mondiaux 2023 :
  -  Médaillé d'or en big air.

### Coupe du monde
- 2 gros globe de cristal :
  - Vainqueur du classement freestyle en 2017 et 2021.
- 3 petits globe de cristal :
  - Vainqueur du classement big air en 2017 et 2018.
  - Vainqueur du classement slopestyle en 2021.
  - (Vainqueur du classement Big Air en 2022 sans petit globe de cristal décerné avec seulement deux épreuves.)
- 31 podiums 13 victoires.

#### Détails des victoires
| Épreuve / Édition | Big air                                  | Slopestyle  |
| ----------------- | ---------------------------------------- | ----------- |
| 2016-2017         | Milan Pyeongchang Mönchengladbach Québec | Kreischberg |
| 2017-2018         | Milan Pékin                              |             |
| 2018-2019         | Pékin                                    |             |
| 2020-2021         |                                          | Aspen       |
| 2021-2022         |                                          | Silvaplana  |
| 2022-2023         | Kreischberg                              |             |
| 2023-2024         | Pékin                                    |             |
| 2024-2025         | Kreischberg                              |             |

## Vidéographie
- [vidéo] (en) Anna Gasser: The Spark Within, Red Bull, 61 minutes.